# 禁闕之變
禁闕之變（きんけつのへん）是室町時代嘉吉3年9月23日（1443年10月16日）夜間，發生在京都的後花園天皇内裏襲撃事件。為了復興吉野朝廷（南朝）的後南朝勢力闖入御所，奪走三神器之一部，逃到比叡山。

## 經過
事件發生在嘉吉之亂後，幕府混亂，7代將軍足利義勝過世，足利義政就任8代將軍之前的期間。首謀者是南朝的後龜山天皇或其弟惟成親王之孫通藏主・金藏主兄弟、有後鳥羽上皇末裔之稱的源尊秀（尊秀王）、日野家嫡流日野有光及其子日野資親等人，實行部隊是楠木正秀率領的楠木氏・和田氏等。
楠木等數百人襲撃内裏、放火，後花園天皇逃到左大臣近衛房嗣邸避難。奪走三神器的劍和神璽後，仿效後醍醐天皇的先例，逃到比叡山，在根本中堂籠城。9月24日，朝廷發出追討的綸旨（追討令），25日黃昏至26日黎明，被管領畠山持國派遣的幕府軍和部分比叡山的眾徒鎮壓。金藏主和日野有光戰死。
幕府接著搜捕事變的相關人等，加以處刑或流罪。28日，日野資親等被捕的五十餘人在六條河原被處刑。通藏主在四國流罪的途中，在攝津太田被殺害。10月2日，勸修寺門跡門主教尊（小倉宮聖承之子）也因參與事變被逮捕，流放隱岐島。
被奪走的神器之中，劍在清水寺尋獲後歸還朝廷，但是，神璽所在不明。神玺大約15年間被後南朝持有。長祿元年（1457年），因嘉吉之亂而没落的赤松氏的遺臣，為了再興主家，將神玺奪還，翌年歸還北朝（長祿之變）。之後，赤松政則的家督繼承被認可，獲得加賀半國，赤松氏再興。

## 脚注
1. 1 2 3 4 5 6  .   [2019-02-08]. （原始内容存档于2017-04-08）.
2. ↑  『十津河之記』
3. ↑  渡邊大門『赤松氏五代』P264

## 關連項目
- 長祿之變
- 南北朝時代 (日本)
- 三神器
- 甘露寺親長